# Retrospective EP2: Sunshine
Retrospective EP2: Sunshine é uma EP digital, lançado em 26 de junho de 2010 pela banda britânica de rock piano Keane. Este EP é a última parte da série de EPs da banda, titulada de Retrospective EPs.

## Sunshine
Diferente do primeiro EP que incluía, em boa parte do mesmo, versões diferentes de "Everbody's Changing" (de seu primeiro álbum Hopes and Fears), Retrospective EP2: Sunshine se divide em duas canções do EP homônimo e duas de "This Is the Last Time" e uma demo de "Wallnut Tree" (as três são partes do primeiro álbum também). Assim como o primeiro EP, Sunshine traz duas canções inéditas, "The Happy Solider" e "Maps", músicas que nunca foram lançadas em seus álbuns de estúdio.

## Faixas
Todas as faixas foram escritas por Tim Rice-Oxley, Tom Chaplin e Richard Hughes.
| N.º            | Título                                             | Producer(s)    | Duração |  |
| 1.             | "Sunshine (demo original)"                         | Keane          | 4:08    |  |
| 2.             | "Sunshine (ao vivo em Glastonbury, junho de 2005)" | Keane          | 4:48    |  |
| 3.             | "This Is the Last Time (demo original)"            | Keane          | 4:58    |  |
| 4.             | "This Is the Last Time (demo)"                     | Keane          | 3:29    |  |
| 5.             | "Maps (primeira versão)"                           | Keane          | 4:52    |  |
| 6.             | "Wallnut Tree (demo)"                              | Keane          | 3:45    |  |
| 7.             | "The Happy Soldier (demo)"                         | Keane          | 7:45    |  |
| Duração total: | Duração total:                                     | Duração total: | 33:48   |  |